# Paulin Guichard
Pour les articles homonymes, voir Guichard.
Joseph Appolinaire Guichard, dit Paulin Guichard, né aux Salles (Var) le 23 juillet 1823.
Maréchal-ferrant aux Salles, il était le président de la société montagnarde locale, une organisation clandestine du parti républicain, qui a compté aux Salles jusqu’à 44 membres.

## Biographie
Le 2 décembre 1851, Louis-Napoléon Bonaparte, Président de la République, élu au suffrage universel pour 4 ans et non rééligible, désirant se maintenir au pouvoir et rétablir l’empire, exécute un coup d’état pour supprimer les institutions de la République de 1848. Dans plusieurs régions françaises, et en particulier dans le Var, des mouvements vont naître pour défendre la République et la démocratie.
C’est le samedi 6 décembre 1851 que la nouvelle du coup d’état parvint aux Salles. Les Sallois protestèrent contre "l’assassinat de la République" en organisant une farandole sous le drapeau tricolore au son du chant révolutionnaire La Marseillaise. Une marche sur Aups fut décidée le lundi 8 décembre, les républicains de la société de Paulin Guichard réalisant la liaison avec les communes d’Aiguines et de Bauduen. Lors du rassemblement à Bauduen, Antoine Pellegrin, un dirigeant de la société secrète républicaine d’Artignosc, insista pour faire signer au président des insurgés Sallois, Paulin Guichard, un papier le nommant commandant de cette marche sur Aups. Cependant Paulin Guichard refusa l’honneur d’être le commandant des insurgés. L’aventure fut de très courte durée : du 8 décembre 23h (date du départ de Bauduen) au 10 décembre midi, date à laquelle les insurgés furent vaincus à la bataille d’Aups.
Arrêté et déporté ("transporté politique") à Hadjout en Algérie (anciennement nommé Marengo), évadé un an plus tard, il semble que Paulin Guichard n’ait jamais revu son village natal. Son acte de décès est reproduit en annexe ci-après.
En hommage à son engagement pour la défense de l’idéal républicain et de la liberté, l’école primaire de son village natal, aux Salles-sur-Verdon, s’appelle depuis 2001 « école Paulin Guichard ».